# Georg Zur
Georg Zur (ur. 15 lutego 1930 w Görlitz, zm. 8 stycznia 2019 w Rzymie) – niemiecki duchowny katolicki, arcybiskup, nuncjusz apostolski.

## Życiorys
10 października 1955 otrzymał święcenia kapłańskie. W 1960 rozpoczął przygotowanie do służby dyplomatycznej na Papieskiej Akademii Kościelnej.
5 lutego 1979 został mianowany przez Jana Pawła II pro-nuncjuszem apostolskim w Zambii i Malawi oraz arcybiskupem tytularnym Sesta. Sakry biskupiej 27 lutego 1979 udzielił w kardynał Jean-Marie Villot.
W 1985 został przeniesiony do nuncjatury w Paragwaju. W 1990 został nuncjuszem w Indiach, będąc jednocześnie akredytowanym w Nepalu.
W latach 1998–2000 pełnił funkcję rektora Papieskiej Akademii Kościelnej.
Następnie reprezentował Stolicę Apostolską w Rosji (2000–2002) oraz w Austrii (2002–2005). 26 lipca 2005 przeszedł na emeryturę.
Zmarł 8 stycznia 2019.